# Juin 1992

## Événements

### Mardi2 juin 1992
- Brésil : ouverture à Rio de Janeiro du Sommet de la « Planète Terre », organisé par les Nations unies.
- Danemark : référendum sur le traité de Maastricht.

### Mercredi3 juin 1992
- Australie, arrêt Mabo : la Haute Cour australienne donne raison aux Meriam qui revendiquent la possession de l’île de Murray, annexée par la colonie du Queensland en 1879.

- Déclaration de Rio sur l'environnement et le développement[1].

### Vendredi5 juin 1992
- Mali : fin de la période de « Transition démocratique » présidée par Amadou Toumani Touré.

### Dimanche7 juin 1992
- Tibet : le 14e Dalaï-lama reconnait officiellement Orgyen Trinley Dorje comme le 17e Karmapa.

### Lundi8 juin 1992
- Égypte : l'écrivain égyptien Farag Foda est assassiné dans un attentat perpétré par le groupe islamiste Al-Gama'a al-islamiyya. Ses travaux sur l'Islam et le Coran avaient suscité la colère des autorités religieuses.

### Mercredi10 juin 1992
- Sport : cérémonie d'ouverture de l'Euro 1992. En match d'ouverture, la France et la Suède se départagent sur un match nul (1-1).

### Dimanche14 juin 1992
- Brésil : clôture à Rio de Janeiro du Sommet de la « Planète Terre », organisé par les Nations unies :
  - adoption d'une déclaration sur les droits et responsabilités des pays dans le domaine de l'environnement ;
  - définition des trois piliers du développement durable (environnemental, social, économique) ;
  - définition de l'agenda 21 pour les collectivités territoriales.
- Formule 1 : Grand Prix automobile du Canada.

### Mardi16 juin 1992
- États-Unis / Russie : sommet George Bush et Boris Eltsine sur la réduction des armements nucléaires. Adoption du traité START II prévoyant la réduction du nombre des missiles intercontinentaux (ICBM) que déploieront les États-Unis.
- Azerbaïdjan : Abülfaz Elçibay, chef du Front populaire azéri (FPA), est élu président au suffrage universel avec 55 % des voix (fin le 1er septembre 1993).

### Mercredi17 juin 1992
- ONU : Boutros Boutros-Ghali, secrétaire général des Nations unies, publie un « Agenda pour la paix[2]. »

### Samedi20 juin 1992
- Départ de la soixantième édition des 24 Heures du Mans.

### Dimanche21 juin 1992
- Peugeot gagne les 24 Heures du Mans avec l’équipage Dalmas, Warwick et Blundell.

### Mardi23 juin 1992
- Israël : victoire des travaillistes aux élections législatives[3].

### Vendredi26 juin 1992
- Sport : finale du Championnat d'Europe de football 1992 remporté par le Danemark en battant l'Allemagne sur le score de 2 à 0.

### Samedi27 juin 1992
- Islande : Vigdís Finnbogadóttir, présidente de la République depuis le 28 juin 1980 est réélue pour un quatrième et dernier mandat. (fin le 1er août 1996)
- Tibet : après le Dalaï-lama au début de mois, les autorités chinoisent reconnaissent à leur tour Orgyen Trinley Dorje comme le 17e Karmapa.

### Dimanche28 juin 1992
- Afghanistan : les factions rivales acceptent la mise en place d’un conseil intérimaire pour gouverner l’Afghanistan, avec comme président Burhanuddin Rabbani du Pamiat-i Islami (Tadjiks et musulmans modérés).
- Mongolie : le Parti révolutionnaire du peuple mongol (PPRM) reconstitué remporte les élections législatives[4]. Le  Grand Khural est aboli et un nouveau Grand Khural unicaméral devient le Corps législatif du pays.

### Lundi29 juin 1992
- Algérie : le président algérien Mohamed Boudiaf est assassiné pendant son discours à Annaba (Bône), (Hypone).

### Mardi30 juin 1992
- Philippines : Fidel Ramos devient Président de la République (fin le 30 juin 1998).

## Naissances
- 3 juin : Mario Götze, footballeur international allemand.
- 6 juin : 
  - Kim Hyuna, chanteuse, danseuse et mannequin sud-coréenne.
  - Freeze Corleone, rappeur français
- 7 juin : Roukiéta Rouamba, écrivaine burkinabée
- 9 juin : Yannick Agnel, nageur français.
- 10 juin : Kate Upton, mannequin et actrice américaine.
- 11 juin : Julian Alaphilippe, coureur cycliste français
- 14 juin : 
  - Daryl Sabara, acteur américain.
  - Destiny Frasqueri, musicienne américaine d'origine portoricaine.
- 15 juin : Mohamed Salah, footballeur égyptien.
- 18 juin : Sean Teale, actur anglais d'origine vénézuélienne.
- 26 juin :
  - Rudy Gobert, basketteur français.
  - Jennette McCurdy, actrice et chanteuse américaine.
- 29 juin : 
  - Diamond Dixon, athlète américaine.
  - Justine Dreher, golfeuse française.
  - Gabriela Petrova, athlète bulgare.
  - Adam Gary Sevani, acteur et danseur américain.
- 30 juin : Holliston Coleman, actrice américaine.

## Décès en juin 1992
- 4 juin : Georges Lachat, coureur cycliste français (° 2 août 1910).
- 10 juin : Albert Parisis, homme politique belge (° 5 octobre 1910).
- 12 juin : Serge Daney, critique de cinéma français (° 4 juin 1944).
- 15 juin : Jean Aerts, coureur cycliste belge (° 8 septembre 1907).
- 16 juin : Siro Bianchi, coureur cycliste franco-italien (° 23 août 1924).
- 28 juin :
  - Roger Bisseron, coureur cycliste français (° 27 juin 1905).
  - Mikhaïl Tal (Mikhaïl Nekhemievitch Tal) (en russe : Михаил Нехемьевич Таль), 55 ans, joueur d'échecs letton, devenu soviétique après l'annexion du pays en 1944. (° 9 novembre 1936).
- 29 juin :
  - Pierre Billotte, militaire et homme politique français (° 8 mars 1906).
  - Mohamed Boudiaf (محمد بوضياف), Président de la République algérienne, assassiné. (° 23 juin 1919)